# Chōdenji Machine Voltes V
'Voltus V' (超電磁マシーンボルテスV, Chō denji mashīnborutesu V) es un anime de género mecha creado en el año 1977 y dirigido por Tadao Nagahama.
El anime se comenzó a retransmitir el 4 de junio de 1977 en TV Asahi y finalizó el 25 de mayo de 1978 con un total de 40 capítulos. 

## Sinopsis
La historia transcurre en dos planetas, el planeta Boazán (Balzán o Barzán en el doblaje latino realizado en Cuba) y el planeta Tierra. En Boazán, todos los habitantes de dicho planeta tienen la forma de un humano, pero con cuernos. Un día, el emperador recibe un hijo de su esposa, el Barón Hrothgar. El nuevo ser había nacido sin cuernos, por lo que se convirtió en la vergüenza del emperador y se vio obligado a ponerle cuernos postizos.
Un día, Hrothgar ve a humanos traídos de la Tierra que trabajaban como esclavos. Hrothgar siente lástima por ellos ya que el tampoco llevaba cuernos. Hrothgar se casa y tiene un hijo, pero el día de su coronación como rey de Boazán, su hermano, Zambazil revela su secreto, y Hrothgar es encarcelado. Hasta que con la ayuda de humanos prisioneros, logra liberarse y escapar a la tierra, donde conoce a Marianne, la que sería su segunda esposa. 

### Base Gran Halcón y construcción de Voltus V
El Barón Hrothgar, bajo el nombre de Ned Armstrong; su esposa Marianne y el Dr. Smith, teniendo en cuenta que algún día los boazanos invadirían la Tierra, construyen la Base Gran Halcón, un cuartel secreto con armas avanzadas gracias a los conocimientos de Armstrong sobre la ciencia boazana y un robot gigante al que llamaron Voltus V, debido a que para formar el robot, se deberían conjuntar cinco naves de guerra (V, en números romanos es el número 5). 
Hrothgar tiene tres hijos más, Steve, Bert y John Armstrong, pero siente que el deber le llama y decide volver a Boazán, dejando así a sus tres hijos y a su esposa en la Tierra.

### Invasión a la Tierra
Marianne Armstrong y el Dr. Smith reúnen a cinco chicos (los hermanos Armstrong; Jamie Robinson, la hija del Comandante de las fuerzas de Defensa de la Tierra, y Mark Gordon) para entrenarlos y convertirlos en los pilotos de las cinco naves. 
El día que el Príncipe Zardos, de Boazán, y su ejército atacan la Tierra, se les revela a los cinco chicos la existencia de la Base Gran Halcón y Voltus V. Steve, Bert, John (apodado Little John), Mark y Jamie toman sus puestos en sus naves correspondientes y con Voltus V, logran detener el primer ataque de los balzanos, quienes seguirán lanzando ataques a través de los capítulos.

### Huida de Boazán
Cuando el Barón Hrothgar llega a Boazán, es apresado por su hermano, quien era el emperador. Pero más tarde, con la ayuda de otros prisioneros humanos, logra escapar, pero más tarde son interceptados, y a pesar de que el "Equipo Voltus" acudió en su rescate, muchos murieron y Hrothgar fue capturado. Sin embargo, muchos sobrevivientes lograron reparar una de las naves balzanas con las que habían huido y llegar a la Tierra. Donde construyeron una base secreta y una nave con forma de águila, con la que ayudaron varias veces a Voltus V a derrotar a los robots que construían los balzanos para destruir la Tierra.

### Destrucción de la base boazana en la Tierra
Voltus V consigue descubrir la ubicación de la base secreta en la que los balzanos habitaban en la Tierra. A pesar de los mecanismos de defensa de la base boazana, Voltus V logra penetrarla, liberar a todos los prisioneros humanos y destruir la Tierra, sin embargo, el Príncipe Zardos logra escapar con la ayuda de una asistente suya.

### Invasión a Boazán
Los humanos refugiados después de huir de Boazán, construyen una nave con la que ayudan a la Base Gran Halcón a llegar a Boazán. Las fuerzas terrestres se unen a las de la resistencia humana en Boazán, logran derrotar al emperador Zambazil y rescatar a Hrothgar. Tras un duelo con espadas entre Steve y Zardos, el Barón Hrothgar descubre que el príncipe balzano es el hijo que tuvo con su primera esposa, ya que Zardos portaba una daga con la insignia de la familia de Hrothgar, que este último le había dado a su esposa y que según Zardos, la daga se la había dado su madre. Pero una vez revelada la verdad, Zardos muere debido a una explosión que había provocado Zambazil.

## Personajes principales

### Steve Armstrong
Es el protagonista de la serie (a pesar de que los otros cuatro miembros del Equipo Voltus también cumplen con un papel muy importante en la serie) y el líder del Equipo Voltus. Su responsabilidad con el equipo le hace comportarse de vez en cuando con arrogancia, especialmente con su hermano menor Little John. Es un excelente disparador con pistolas.

### Mark Gordon
Era un jinete en Estados Unidos, huérfano de padre y madre. Un día, las Fuerzas de Defensa de la Tierra lo trasladan a Japón para que forme parte del Equipo Voltus. Lo que más le gusta es montar a caballo.

### Bert Armstrong (Daijiro Gō (剛大次郎Gō Daijiro)(Robert "Big Bert" Armstrong )
es el táctico de defensa. Una vez fue un niño juguetón, pero la perspectiva de la vida de Daijirō cambió repentinamente cuando su padre desapareció. Alarmada por este cambio en su personalidad, la Sra. Gō lo envió a vivir en el país donde un maestro de artes marciales le enseñó diferentes estilos de lucha y formas de meditación . Al reunirse con sus hermanos, Daijirō ya era un maestro de diferentes estilos de lucha cuerpo a cuerpo. La naginata(bastón de combate) se convirtió en su arma favorita. Junto con Ken'ichi e Hiyoshi, Daijirō comenzó a entrenar como miembro del equipo Voltes V. A diferencia del retrato de grupo sobre su uniforme era de color verde oscuro, no marrón. Expresado por Tesshou Genda en el Voltes V original . Pilota el Volt Panzer (Body Chest).

### John "Little John" Armstrong
Es el menor del grupo y de los hermanos Armstrong (por eso lo del apodo diminutivo), un experto en robótica a pesar de su edad.

### Jamie Robinson
Es la hija del Comandante Robinson, el líder de las Fuerzas de Defensa de la Tierra, al igual que Bert, le gustan mucho las artes marciales.

### Príncipe Zardos
Hijo del Barón Hrothgar (aunque él no lo sabe hasta el último capítulo) y príncipe de Balzán. Es el encargado de dirigir la invasión de la Tierra.

### Barón Hrothgar (Ned Armstrong)
Era el primogénito del emperador de Balzán, pero debido a un chivatazo de su hermano, se le fue revelado que no tenía cuernos (algo que todos los balzanos llevan) y fue encarcelado. Logró escapar a la Tierra, donde tuvo tres hijos más, pero regresó a su planeta natal, donde se encontró con sus hijos terrestres cuando dirigían la invasión a Balzán y donde descubre que el Príncipe Zardos era su hijo.
- Datos: Q2487098